# Gremiasco
Gremiasco est une commune italienne de la province d'Alexandrie, dans le Piémont.

## Administration
| Période                                  | Période | Identité | Étiquette | Qualité |
| ---------------------------------------- | ------- | -------- | --------- | ------- |
|                                          |         |          |           |         |
| Les données manquantes sont à compléter. |         |          |           |         |

### Hameaux
Bernona, Cascina Bricchetti, Cascina Guardamonte, Cascina Marianna, Casotto, Castagnola, Codevico, Colombassi, Fovia, Malvista, Martinetto, Mulino di Colombassi, Musigliano, Pradelle, Principessa, Riarasso, Ronco, Solaro, Stemigliano, Val Beccara

### Communes limitrophes
Bagnaria, Brignano-Frascata, Cecima, Fabbrica Curone, Montacuto, Ponte Nizza, San Sebastiano Curone, Varzi